# Karl-Ulrich Winkler
Karl-Ulrich Winkler, meist Karl Winkler oder Kalle Winkler (* 22. Juni 1960 in Ost-Berlin; † Februar 1994 in Berlin) war ein ostdeutscher Liedermacher, Autor und Initiator des Meuseums der verbotenen Kunst in Berlin. 

## Werdegang

### Ost-Berlin 1960–1981
Sein Vater war KPD-Funktionär in der Bundesrepublik und zog 1958 mit seiner Frau in die DDR, wo er in der FDJ mitarbeitete. Die Ehe wurde später geschieden.
Seine Mutter heiratete dann Kurt Winkler, der stellvertretender Abteilungsleiter im Institut für physikalische Chemie an der Akademie der Wissenschaften in Berlin war. (Er erhielt  1978 den Nationalpreis III. Klasse.) Sie arbeitete bei der staatlichen Nachrichtenagentur ADN. Die Familie lebte in Berlin-Baumschulenweg.
Karl Winkler wurde im Sinne der DDR erzogen. 
Als Jugendlicher distanzierte er sich zunehmend von der Einstellung seiner Eltern. Karl Winkler war an den Ausschreitungen am 7. Oktober 1977 auf dem Berliner Alexanderplatz beteiligt und wurde nach seiner Festnahme vom Ministerium für Staatssicherheit gedrängt, für dieses Informationen aus seinem Freundes- und Bekanntenkreis zu liefern. Nach etwa einem Jahr beendete er diese Tätigkeit. 
Er wandte sich weiter oppositionellen Gruppen zu und sang mehrmals bei Blues-Messen in Ost-Berliner Kirchen.
Im Oktober 1980 wurde er nach einem solchen Auftritt verhaftet und vom Bezirksgericht Berlin zu 18 Monaten Haft verurteilt. Er war in Haftanstalten in Berlin und Cottbus.

### West-Berlin 1981–1990
Am 25. November 1981 wurde er in die Bundesrepublik freigekauft. 
Seitdem lebte er in West-Berlin in Kreuzberg und trat dort auch mit der Gruppe Kalle Winkler & Westend Berlin auf. 1983 veröffentlichte er ein erstes Buch über seine Erfahrungen in Ost-Berlin, das in den Medien viel Aufmerksamkeit erhielt. 1984 wurde ein Dokumentarfilm über ihn gedreht. 1985 veröffentlichte er ein zweites Buch.

### Berlin 1990–1994
Im Frühjahr 1990 war Kalle Winkler an der Aktion Wir wollen Westler sein beteiligt, bei der in Zeitungsannoncen angekündigt wurde, am Karsamstag 5000 DM aus dem Fenster des Hauses Rosenthaler Straße 68 in Ost-Berlin zu werfen. Tatsächlich wurden dann aber nur Pfennigstücke und Schrauben vom gegenüberliegenden Hausdach geworfen. Es sollte das Verhalten der anwesenden Menschen getestet werden.
Im März 1990 besetzte Karl Winkler einen ehemaligen Grenzturm an der Mauer zwischen Treptow und Kreuzberg an der Puschkinallee und kaufte ihn im Mai von den Grenztruppen. Im September eröffnete er dort mit anderen das „Museum der Verbotenen Kunst“. Es veranstaltete Ausstellungen, Konzerte und Kunstaktionen, das Café wurde besonders wegen der Originalität der Namen seiner Getränke bekannt, wie Flüchtlingsblut, Egon Krenz oder Fünfjahresplan.
Nach einiger Zeit wurde seine Tätigkeit für das MfS von 1978 bekannt, was ihn in eine tiefe Krise stürzte.
Karl Winkler starb 1994 bei einem Badeunfall. Er wurde auf einem Dorffriedhof in Brandenburg begraben. Das Museum der verbotenen Kunst wurde bis 2000 weitergeführt.

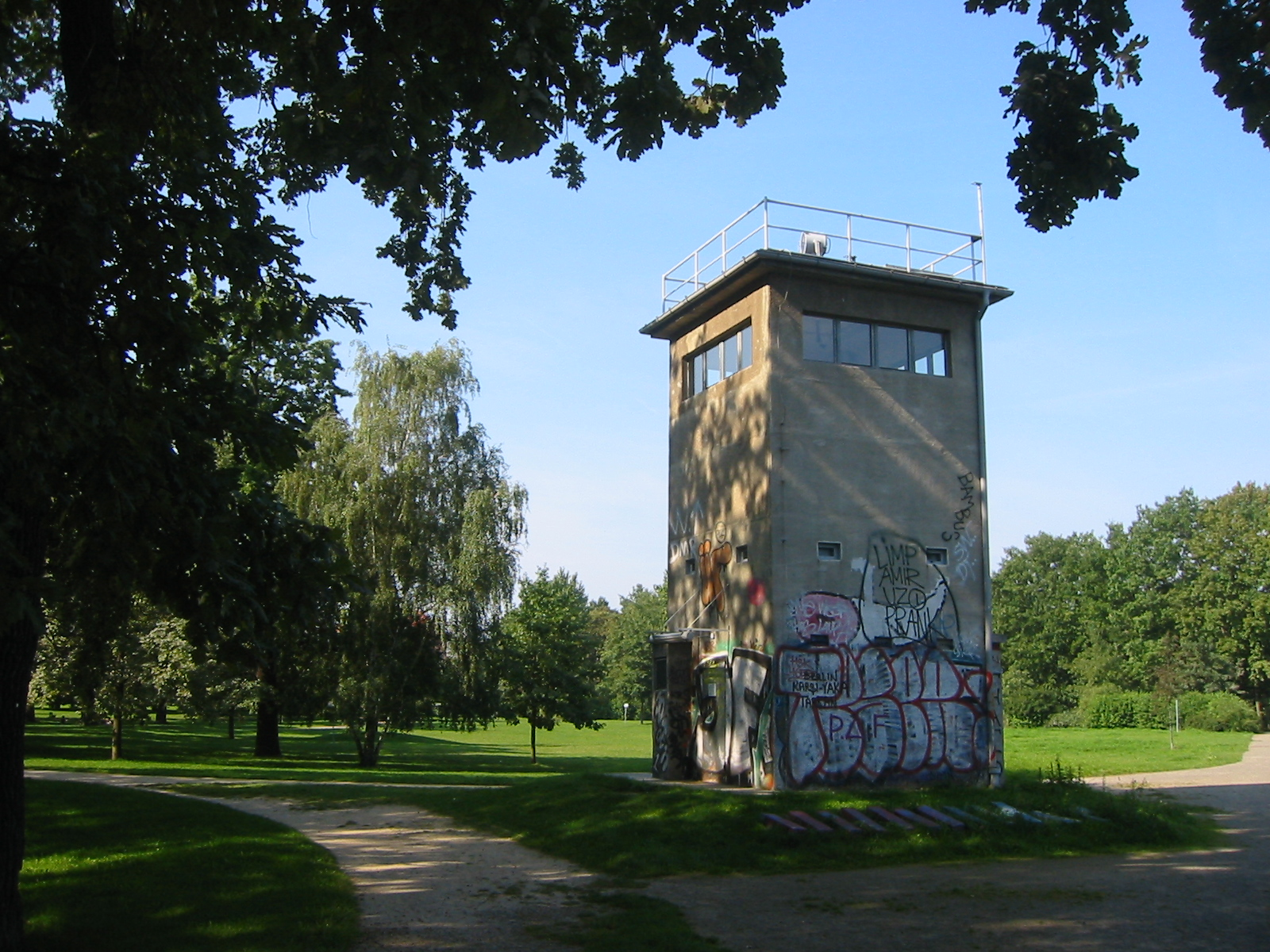
Ehemaliger Wachturm im Schlesischen Busch in Berlin-Alt-Treptow

## Texte
Bücher
Karl Winkler veröffentlichte zwei Bücher über seine Erfahrungen in der DDR. Darin schilderte er detailliert seine Erlebnisse als Jugendlicher und in den Gefängnissen. (Einige Angaben wurden dabei literarisch  übertrieben oder sogar erfunden.)
- Made in GDR. Jugendszenen aus Ost-Berlin, mit Vorwort von Erich Loest, Oberbaumverlag, Berlin 1983[4]
- Made in DDR. Liedermacher unerwünscht. S. Fischer, Frankfurt am Main, Autobiographie als Kalle Winkler
- Zur Klärung eines Sachverhalts. Aufbau, Berlin (Ost), 1990, Neuauflage von Made in GDR, 1983

Liedtexte
Karl Winkler schrieb einige Lieder, mit denen er in der DDR und in West-Berlin auftrat.
Die Liedermacherin Bettina Wegner gab ihn für ihr Lied Stille ist's als Mitautor an, wahrscheinlich hatte sie einen Text von ihm dafür mit verwendet.

## Reportagen
Film
- Dann mach's gut, ich flieh' , Dokumentarfilm von Andrzej Falber, ZDF, 21. Mai 1984, 19.30 Uhr (Reportage am Montag), Wiederholung 9. Juli 1984

Radiofeature
- Jag kände mig som James Bond [Ich fühlte mich wie James Bond], von Christoph Andersson, Sverige radio P1, 13., 21., 29. Oktober 2001, 0.05–1.00 Uhr, Dokumentation mit Interview in Schweden 1983, und Brief über seine MfS-Mitarbeit nach deren Bekanntwerden[6]

Zeitschriftenreportagen
- So was antun, in Spiegel vom 13. März 1983 Text, nach Erscheinen des Buches
- Klaus Pokatzky: Heimatlos in beiden Deutschländern. Ein Porträt des aus der DDR ausgewiesenen Liedermachers Karl Winkler, in Die Zeit vom 9. Dezember 1983